# Distretto di Jirapa/Lambussie
Il distretto di Jirapa/Lambussie (ufficialmente Jirapa/Lambussie District, in inglese) era un distretto della Regione Nordoccidentale del Ghana.
Nel 2008 è stato soppresso, il territorio è stato suddiviso nei distretti di Jirapa (capoluogo: Jirapa) e Lambussie-Karni (capoluogo: Lambussie).